# آغاجقوناق (أديامان)
آغاجقوناق (بالكردية: Kurêmilê‏) (بالتركية: Ağaçkonak)‏ هي قرية كرديّة تتبع إداريّاً لمديرية أديامان في محافظة أديامان التركية الواقعة في جنوب شرق الأناضول. وبلغ عدد سكانها 106 نسمة في عام 2021.